# Kanton Béziers-2
Der Kanton Béziers-2 ist seit 1790 ein französischer Wahlkreis im Arrondissement Béziers, im Département Hérault und in der Region Okzitanien; sein Hauptort ist Béziers.

## Gemeinden
Der Kanton besteht aus drei Gemeinden und Gemeindeteilen mit insgesamt 43.685 Einwohnern (Stand: 1. Januar 2022) auf einer Gesamtfläche von 48,82 km²:
| Gemeinde         | Einwohner 1. Januar 2022 | Fläche km² | Dichte Einw./km² | Code INSEE | Postleitzahl |
| ---------------- | ------------------------ | ---------- | ---------------- | ---------- | ------------ |
| Béziers          | 38.826                   | 31,18      | 1.245            | 34032      | 34500        |
| Corneilhan       | 1.632                    | 14,23      | 115              | 34084      | 34490        |
| Lignan-sur-Orb   | 3.227                    | 3,41       | 946              | 34140      | 34490        |
| Kanton Béziers-2 | 43.685                   | 48,82      | 895              | 3403       | –            |

1. ↑   Nur der nordwestliche Teil der Gemeinde, der Rest verteilt sich auf die Kantone Béziers-1 und Béziers-3.

Bis zur landesweiten Neuordnung der französischen Kantone im März 2015 gehörten zum Kanton Béziers-2 die sieben Gemeinden Bassan, Béziers, Boujan-sur-Libron, Cers, Lieuran-lès-Béziers, Portiragnes und Villeneuve-lès-Béziers. Er besaß vor 2015 den INSEE-Code 3405.